# 杜兆華

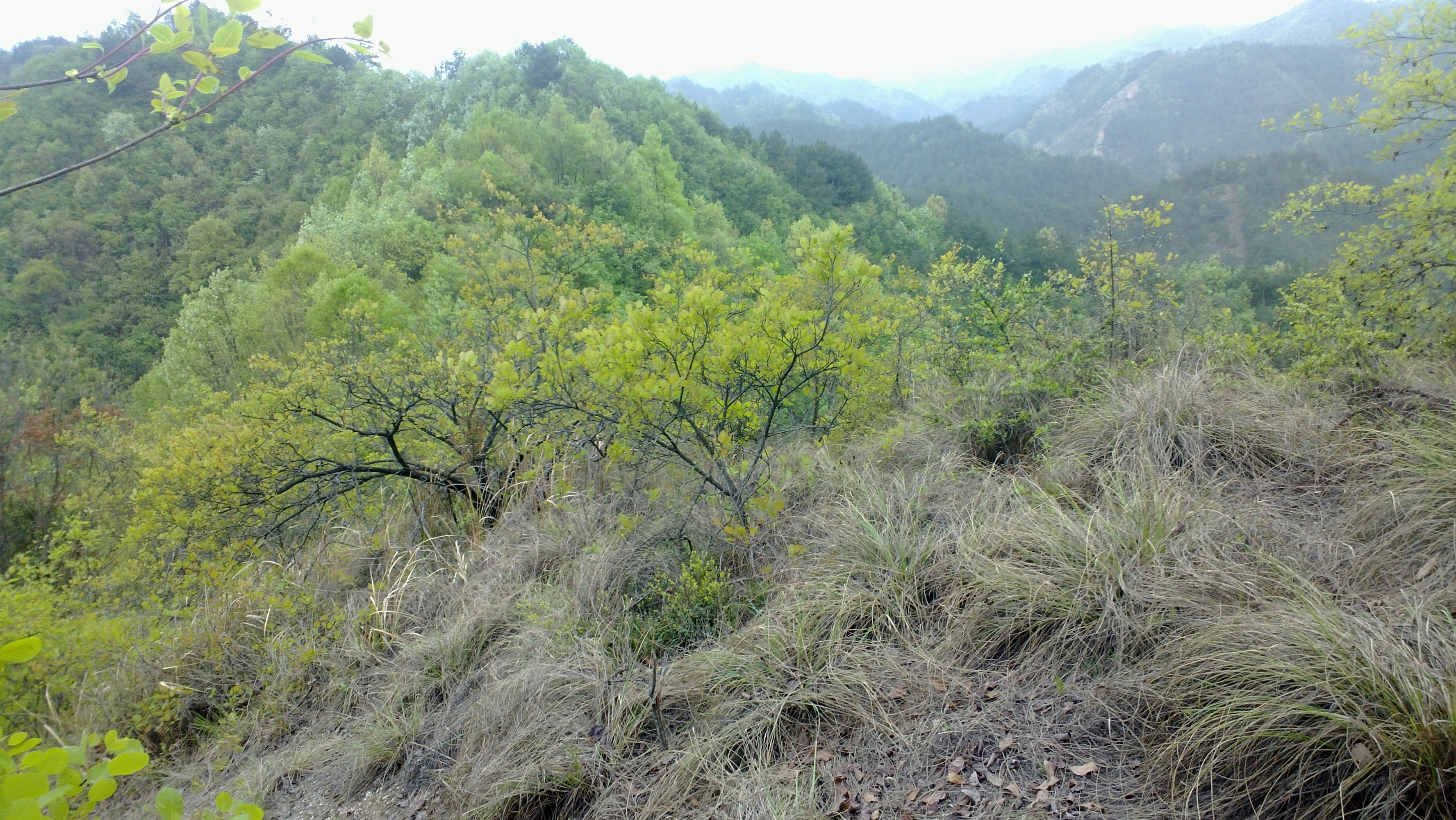
1942年10月25日一架由周志開駕駛（僚机驾驶员为杜兆华）的P-43戰鬥機在陝西省洋縣上空擊落日本軍百式司令部偵察機的墜落地點。于2015年4月3日清明節前夕拍攝。很明顯可以看出周圍喬木叢生，墜機地點卻因為當年烈火灼燒兒至今只能生長低矮灌木。

杜兆華（1916年5月27日—1943年5月25日），廣東省南海縣人，中华民国飞行员。

## 生平
他于廣東航空學校肄業，之后轉入空軍軍官學校第七期驅逐組畢業。歷任空軍第三、第四大隊飛行員、空軍官校高級班驅逐組教官、第四大隊第二十三中隊副隊長，升至上尉二級。
他曾參加1939年5月2日重慶空戰，1940年4月12日萬縣空戰，1942年10月24日南鄭空戰等战役。南郑空战时，他曾作为周志开的僚机，参加战斗，被击落的敌机坠落于陕西省洋县。日军飞机坠落地点33°6′55.9″N 107°27′5.69″E / 33.115528°N 107.4515806°E
曾獨力擊落敵機二架。
1943年5月25日，空军第四大隊大隊長李向陽由四川巴縣白市驛率十五架P-40E战機起飛，分為兩批，轟炸湖北長陽及宜昌一帶日軍。李向陽大隊長親率第一批機七架，九時許，到達目標上空，因濃雲迷漫，無法穿雲下降。杜兆华烈士為第三組領隊，所駕機發生故障，不能維持平飛，於宜昌以北地區脫離隊形，單獨飛至日軍陣地上空掃射，最终在安福寺附近，油管爆炸，人機俱焚。
生前因功奉頒武功狀及二星星序獎章。
壮烈成仁后，由国民政府军事委员会追贈少校。
有遺妻林氏。